# Sigvard Eklunds pris
Sigvard Eklunds pris är ett pris som årligen utdelas av Svenskt kärntekniskt centrum för bästa examensarbete respektive doktorsavhandling som berör området energirelaterad kärnteknik.

## Pristagare

### Bästa examensarbete på kandidatnivå
- 2023 Wenhan Zhou, Uppsala Universitet,  Uppsala universitet
- 2024 Ida Andersson and Jonas Planck, KTH

### Bästa examensarbete på masternivå
- 2004 Dereje Shiferaw, Nuclear Power Safety, KTH, Stockholm
- 2005 Henrik Lindgren, Reactor Teknologi, KTH, Stockholm
- 2006 Simon Walve, Reaktorteknologi, KTH Stockholm
- 2008 Andreas Carlson, Nuclear Power Safety, KTH, Stockholm
- 2009 Petty Bernitt Cartemo, Chalmers tekniska högskola
- 2010 Paul Bramson, KTH Stockholm
- 2011 Martin Lundgren, Chalmers tekniska högskola
- 2012 Antoine Claisse, KTH Stockholm
- 2013 Claudio Torregrosa Martin, KTH Stockholm
- 2014 Kaur Tuttelberg, KTH Stockholm
- 2015 Giulio Imbalzano, KTH Stockholm
- 2016 Alicia Marie Raftery, KTH Stockholm
- 2017 Mimmi Bäck, KTH Stockholm
- 2018 Anna Benarosch, KTH Stockholm
- 2020 Fredrik Delin, KTH Stockholm
- 2020 Govatsa Acharya, KTH Stockholm
- 2021 Emma Ekberg Berry, Uppsala universitet [1]
- 2022 Georgios Zagoraios KTH Stockholm

### Bästa doktorsavhandling
- 2004 Christophe Demazière, Reaktorfysik, Chalmers tekniska högskola, Göteborg
- 2005 Staffan Jacobsson Svärd, Nuclear and Particle Physics, Uppsala universitet
- 2006 Marcus Eriksson, Reaktorfysik, KTH Stockholm
- 2007 Carl Sunde, Nukleär teknik, Chalmers tekniska högskola, Göteborg
- 2008 Olivia Roth, Kärnkemi, KTH Stockholm
- 2009 Åsa Henning, Lunds universitet
- 2010 Andreas Enqvist, Chalmers tekniska högskola
- 2011 Chi Thanh Tran, KTH Stockholm
- 2012 Anders Puranen, KTH Stockholm
- 2013 Cláudio Miguel Lousada Patrício, KTH Stockholm
- 2012 Anders Puranen, KTH Stockholm
- 2013 Cláudio Miguel Lousada Patrício, KTH Stockholm
- 2014 Victor Dykin, Chalmers tekniska högskola
- 2015 Klara Insulander Björk och Cheuk Wah Lau, Chalmers tekniska högskola
- 2016 Luca Messina, KTH Stockholm
- 2017 Zsolt Elter, Chalmers tekniska högskola
- 2018 Klas Jareteg, Chalmers tekniska högskola
- 2019 Mattia Bergagio, KTH Stockholm
- 2020 Kristina Lindgren, Chalmers tekniska högskola
- 2021 Magnus Boåsen, KTH Stockholm
- 2022 Lajos Nagy, Chalmers tekniska högskola